# Das ultimative Geschenk
Das ultimative Geschenk (Originaltitel: The Ultimate Gift) ist ein US-amerikanisches Filmdrama des Regisseurs Michael O. Sajbel aus dem Jahr 2007. Der Film basiert auf dem gleichnamigen Buch von Jim Stovall. 2013 wurde der Folgefilm „Das ultimative Leben“ (Originaltitel: „The Ultimate Life“) herausgebracht, 2015 folgte „Das ultimative Vermächtnis“ (Originaltitel: „The Ultimate Legacy“). Diese basieren ebenfalls auf Buchvorlagen von Jim Stovall.

## Handlung
Milliardär Howard „Red“ Stevens ist tot und wird beigesetzt. Zu seiner Familie hatte er stets ein zwiespältiges Verhältnis, sind die einzelnen Mitglieder doch oberflächlich und geldbesessen. Auch Enkel Jason ist in der Vergangenheit nur durch Verschwendung und Partys aufgefallen und erscheint selbst auf der Beerdigung zu spät. Zu seinem Großvater pflegte er seit langem keinen Kontakt mehr. Er ist auch der einzige, der bei der Testamentseröffnung abwesend bleibt, glaubt er doch, dass er sowieso nichts erben werde. Howard hat vor seinem Tod verfügt, dass jedes Familienmitglied den Raum verlassen muss, wenn es seinen Erbteil erfahren hat. Einzelne Fabriken und Grundstücke werden durch Anwalt Hamilton ihren zukünftigen Besitzern zugesprochen, bis am Ende nur noch Jason übrig ist. Er will gehen, doch hat Howard ihn auch bedacht. In einer Videobotschaft eröffnet er ihm, dass er Jason verschiedene Geschenke machen werde, wenn er bestimmte Prüfungen besteht. Am Ende wird dann das „ultimative Geschenk“ auf Jason warten. Obwohl Jason eigentlich keine Lust auf das Spiel hat, überzeugt ihn seine oberflächliche Freundin, erst einmal mitzumachen, könne am Ende doch eine große Geldsumme auf Jason warten.
Die erste Aufgabe bringt Jason nach Houston, Texas, auf die Farm von Rancher Gus. Jason soll arbeiten und Pfosten für die Ranch einschlagen. Zunächst weigert er sich, erkennt jedoch, dass erst am Ende der Arbeit auch seine Aufgabe erfüllt ist. Einen Monat später hat er den letzten Pfosten eingeschlagen und wird von Gus zurück zum Flughafen gefahren. Eine Belohnung erhält er nicht. Zurück bei Hamilton erfährt Jason, dass er mit der Aufgabe symbolisch das Geschenk der Arbeit erhalten habe.
Die zweite Aufgabe klingt zunächst einfach: Jason soll am Ende des Monats mit einem wahren Freund zu Hamilton kommen. Als Jason an dem Tag in sein Luxusappartement kommt, ist es leer. Auch sein Sportwagen wird abtransportiert. Er geht mit seiner oberflächlichen Freundin essen, muss am Ende jedoch erkennen, dass seine Kreditkarten gesperrt wurden. Als er seine Freundin bittet, das Essen zu bezahlen, verlässt sie empört das Restaurant. Am Abend versucht Jason vergeblich, bei einem seiner Bekannten zu übernachten und schläft schließlich unter freiem Himmel auf einer Parkbank, wo er in Konflikt mit einem Bettler gerät, weil Jason „seine“ Bank besetzt. Jason lernt im Park auch das Mädchen Emily kennen, das wie seine Mutter Alexia auch auf Howards Beerdigung war. Emily plaudert ein wenig mit Jason, wird jedoch von Alexia fortgezogen. Als der Bettler Alexia wenig später bestehlen will, rettet Jason Mutter und Tochter. Die drei kommen ins Gespräch und Jason bittet sie, sich als seine Freunde auszugeben. Tatsächlich kann Emily vor Hamilton überzeugend Jasons gute Freundin verkörpern und gibt Jason damit symbolisch das Geschenk der Freunde. Jason erhält nun von Hamilton einen Gehaltsscheck, der ihm aufgrund der Arbeit bei Gus zusteht. Er soll das Geld jedoch nicht behalten, sondern für gute Zwecke einsetzen.
Im Park sieht er den Bettler wieder, dem er einen Teil des Geldes geben will. Dieser läuft jedoch davon und Jason sieht, dass er eine gestohlene Tasche zurückgelassen hat. Es ist Alexias Tasche, in der sich zahlreiche unbeglichene Rechnungen befinden, darunter fällige Mietrechnungen in Höhe von 1.600 Dollar und Krankenhausrechnungen. Jason sucht Alexia im Krankenhaus auf und sieht hier auch Emily, die in Wirklichkeit stets eine Perücke trägt. Emily hat Leukämie und erleidet nach begonnener Therapie gerade einen Rückfall. Obwohl Alexia jede finanzielle Unterstützung von Jason ablehnt, bezahlt er die Mietschulden. Die fehlenden 100 Dollar treibt er in Form von Kleingeld auf. Dem Geschenk des Gebens soll das Geschenk der Familie folgen, so ist Jasons neue Aufgabe, sich mit seiner Familie gutzustellen oder zumindest positive Seiten an ihr zu finden. Jason überredet Alexia, sie zum Thanksgiving-Essen seiner Verwandten zu begleiten. Der Abend verläuft in einer Folge von Howard-Schmähungen und Selbstdarstellungen, bis Jason genug hat und geht. Dennoch gilt die Aufgabe als bewältigt. Da Emily im Krankenhaus allein Truthahn essen musste, besteht sie darauf, dass Jason wenigstens zu Weihnachten zu ihr kommt. Der weiß inzwischen von seiner neuen Aufgabe: Einer Reise nach Ecuador.
Zu Ecuador hat Jason ein belastetes Verhältnis, starb hier doch sein Vater bei einem Flugzeugabsturz. Er arbeitete damals im Dienst von Howard und Jason hat diesem den Tod seines Vaters, für den er ihm die Schuld gibt, nie verziehen. In einem Dorf in Ecuador trifft Jason auf die Spuren seiner Familie, so hat Howard hier eine Stevens-Leihbibliothek errichten lassen. Es berührt Jason, dass sie nach seinem Vater und nicht nach seinem Großvater benannt wurde. Obwohl er vor marodierenden Drogenbanden gewarnt wird, begibt sich Jason mit einem Dorfbewohner zum Flugzeugwrack in die Wälder. Hier erfährt Jason die Wahrheit über den Tod seines Vaters: Der Mediziner war nicht mit dem Flugzeug unterwegs, um zu einem benachbarten Dorf zu gelangen, wo angeblich eine Seuche ausgebrochen war. Er hatte das Flugzeug in Wirklichkeit im Übermut an sich genommen und war daher aus Leichtsinn abgestürzt. Howard erkannte später die gleiche Ruhelosigkeit bei Jason, weswegen er ihm am nächsten stand. Jason und sein Begleiter werden am Flugzeug von einer Drogenbande überrascht und verschleppt. Viele Tage werden sie gefangen gehalten, bis Jason kurz nach Weihnachten die Flucht gelingt. Er rettet dabei auch das Leben seines Begleiters.
Emilys Wunsch, zu Weihnachten zu Hause zu sein, konnte er nun nicht erfüllen. Er verspricht Alexia, alles beim nächsten Weihnachtsfest nachzuholen, doch meint sie, dass Emily das nächste Jahr nicht überleben werde. Jason kann Hamilton davon überzeugen, ihm Howards Privatjet zu leihen. Zu dritt fliegen sie zu Gus’ Ranch, der sein Anwesen weihnachtlich hat herrichten lassen. So kommt Emily zu ihrem nachträglichen Weihnachtsfest und sieht ihren größten Wunsch in Erfüllung gehen: Sie erlebt den schönsten Tag ihres Lebens und erkennt, dass Jason sich in Alexia verliebt hat. Jason hat von Hamilton zuvor eine neue Aufgabe erhalten: Er soll sich über seinen Traum klar werden. Nach seiner Rückkehr weiß er, dass er Menschen helfen will, ihre Träume zu verwirklichen. Hamilton erkennt, dass Jason nun ein anderer Mensch geworden ist, so wie es Howard wollte. Er erhält jetzt einen Scheck über 100 Millionen Dollar. Jason investiert das Geld in eine Einrichtung namens Emily’s Home, die Eltern mit schwerkranken Kindern eine eigene Krankenhaus- und Wohnlandschaft bieten soll. Bei der Verkündung dieser Entscheidung erhält Alexia einen Anruf und eilt mit Jason ins Krankenhaus. Sie erfährt, dass Emily gestorben ist. Wenig später wird der Grundstein für Emily’s Home gelegt. Nun erst erhält Jason das ultimative Geschenk: Ihm wird sämtliches Restvermögen Howards überschrieben, das neben Barvermögen auch Aktien, Firmen und Grundstücke in einem Gesamtwert von zwei Milliarden Dollar umfasst. Hamilton will zukünftig als Berater von Jason tätig werden, der wiederum nach Emilys Tod noch enger mit Alexia verbunden ist.

## Produktion
Das ultimative Geschenk wurde hauptsächlich in Charlotte, North Carolina, gedreht. Vertrieben wurde der Film von Fox Faith, einem religiös ausgerichteten Sub-Label der 20th Century Fox. Der Film kam am 9. März 2007 in die US-amerikanischen Kinos und spielte rund 3,4 Millionen Dollar ein. Bereits fünf Monate nach Kinostart kam der Film auf DVD heraus. Die DVD-Verkäufe beliefen sich nach zwei Monaten auf mehr als 9,5 Millionen Dollar. In Deutschland lief der Film nicht in den Kinos an und erschien am 17. April 2009 direkt auf DVD.

## Kritik
Variety nannte den Film ein „vorhersehbares, aber ansprechendes Drama“, das Zuschauer mit „Sinn für herzzerreißendes Sentiment“ ansprechen könne. Gleichzeitig betonte Variety die christlich-religiöse Botschaft des Films, die auch die Washington Post in ihrer Kritik ansprach. Der Film sei „ernsthaft, wenn nicht gar schwülstig“ und stehe in einer Linie mit christlichen bzw. religiös motivierten Filmen wie Conversations With God. Die Handlung sei voller einfacher Wahr- und Weisheiten, darunter, dass Glück nur in Freunden, Familie, bedeutungsvoller Arbeit und Dankbarkeit liege.
Die New York Times schrieb, dass der Film „von Selbstgerechtigkeit und moralischen Tadeln triefe“, und fasste zusammen: „Wenn das Ziel der Produzenten sein sollte, dass christliche Dollars die Kinokassen füllen, ist es vielleicht eine schlechte Idee, den Kunstgeschmack der Dollar-Besitzer derart zu beleidigen.“ Für den katholischen film-dienst war Das ultimative Geschenk eine „nachdenklich stimmende Tragikomödie, die auch christlich-ethische Werte anspricht“.